# Bruno Makain
Bruno Makain (Ferrara, 14 luglio 1915 – Ferrara, 20 novembre 2008) è stato un enigmista italiano.
(da un'intervista al TG2 del 1/11/2007)

## Biografia
Iniziò a pubblicare per la Settimana Enigmistica nel numero 35 del 10 settembre 1932 e continuò a collaborare fino agli ultimi giorni della sua vita.
Tra i suoi pseudonimi: Ramon Kubani, B. Ferrarin, L'Estense, Bruma e Quinto Dossi.
Nel 1945 fondò e diresse il mensile, poi divenuto settimanale, L'ora enigmistica con redazione e stampa a Ferrara e che, dopo un certo successo iniziale, successivamente chiuse i battenti.